# Астрід Гольм (художниця)

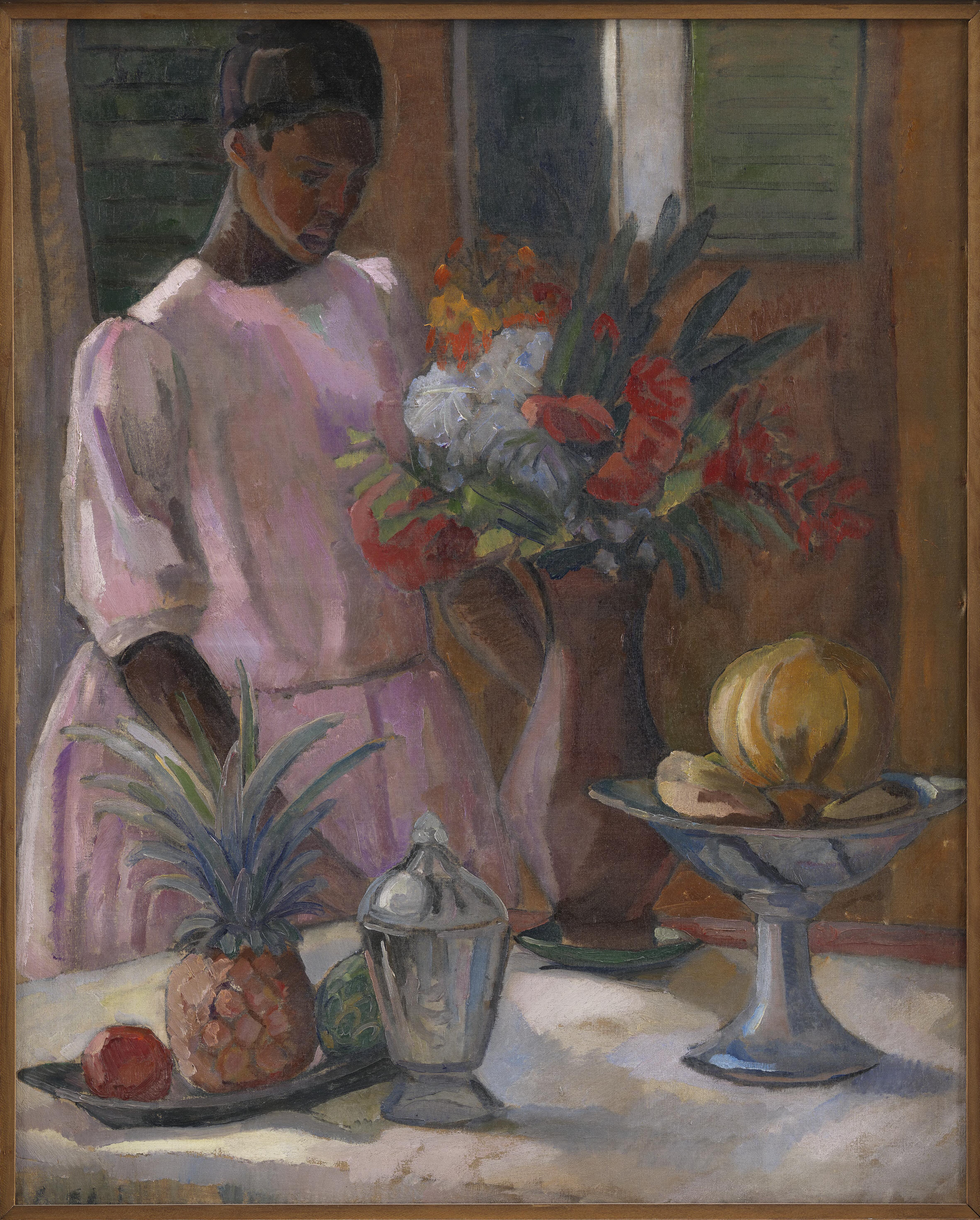
Астрід Холм, Rose dækker bord, 1914, Стейтенський музей мистецтва

Астрід Вальборг Гольм (30 жовтня 1876 , Копенгаген  — 17 грудня 1937 , Фредеріксберґ ) — данська художниця та художниця по текстилю, одна з двох данчан, які навчалися в Анрі Матісса в Парижі.

## Біографія
Народилася 30 жовтня 1876 року в Копенгагені. Гольм була дочкою судового радника Хенріка Крістіана Фредеріка Гольма та його дружини Северин Джеслін Джессен. Після відвідування художньої школи Емілі Мундт та Марі Луплау в 1904 році вона вступила до жіночої художньої школи, яка об'єдналася з Королівською данською академією образотворчих мистецтв, яку вона закінчила в 1910 році. Того ж року стала студенткою Анрі Матісса в Парижі. Крім Карла Форупа, вона була єдиною данчанкою, яку навчав Матісс, який суттєво вплинув на тенденцію до модернізму в Скандинавії. Також у Матісса навчалася шведська художниця Моллі Фаустман. Вона залишалася в Парижі до 1914 року, ставши членом скандинавської художньої колонії разом з Яїсом Нільсеном та скульптором Йоганнесом Б'єргом .
У 1920 році Астрід Гольм повернулася до Парижа, щоб вивчати мистецтво гобеленів у Manufacture des Gobelins.
Саме у Den Frie Udstilling Гьолм вперше організувала виставку в 1913 році, викликаючи неабиякий ажіотаж своїм модерністським стилем, але загалом її хвалили за яскраве використання кольору. Вона мала твердий, простий стиль, часто використовувала важкі обриси, характерні для фовізму. Її сюжетами були пейзажі, інтер'єри, натюрморти та квіткові картини.
У 1919 році Астрід Гольм заснувала Kunstnernes Croquisskole (школу художнього малювання), яку очолювала до своєї смерті в 1937 році. Це привабило багатьох скандинавських модерністів, які відвідували Копенгаген. Після того, як вона навчилася мистецтву гобелену в 1920 році, заснувала школу текстильного дизайну в Королівській академії. З часом все більше зверталася до ткацтва, часто в співпраці з Ебба Карстенсеном, створюючи килими з геометричним або фігурним малюнком. У 1926 році Астрід Гольм допомагала в організації виставки жінок-художниць Північних країн (Nordiske Kvindelige Kunstneres Udstilling), працюючи на підтримку кращих можливостей для освіти для жінок-художниць.
Астрід Гьолм померла 17 грудня 1937 року в районі Фредеріксберг Копенгагена. Вона ніколи не виходила заміж і не мала дітей.

## Виставка
- Rønnebæksholm : Astrid Holm & Co.